# 迎春镇 (青冈县)
迎春镇，是中华人民共和国黑龙江省绥化市青冈县下辖的一个镇。
2014年11月11日，黑龙江省民政厅批复同意撤销迎春乡，设立迎春镇。

## 行政区划
迎春镇下辖以下地区：
迎春村、建华村、福农村、发展村、福兴村、福胜村、双合村、安居村、永发村、同心村、新华村和同意村。